# Delphinium tuberosum
Delphinium tuberosum là một loài thực vật có hoa trong họ Mao lương. Loài này được Aucher ex Boiss. mô tả khoa học đầu tiên năm 1841.